# Kadath (německá hudební skupina)
Kadath je německá grindcore/death metalová kapela založená roku 1992 nejprve pod názvem Catalepsy, záhy změnila název na Kadath (což je bájná hora v tvorbě amerického spisovatele H. P. Lovecrafta). 
V roce 1994 vyšlo demo Face Your Death a o rok později Into the Eternal Depths of Sorrow and Desolation, obě si kapela vydala ve vlastní režii. Po split nahrávce s jinou německou kapelou Immured (1996) následovalo v roce 1997 EP Twisted Tales of Gruesome Fates a poté ještě jedno splitko, tentokrát s britskou kapelou Evoke. První LP vyšlo o rok později (1998) a dostalo název Cruel!. V roce 2002 spatřila světlo světa druhá dlouhohrající deska nazvaná Chasing the Devil, což je zatím poslední počin této skupiny. Jedná se o koncepční album o nechvalně známém ruském sériovém vrahovi Andreji Romanoviči Čikatilovi přezdívaném Rostovský rozparovač.
Skladba „An urgent intention for selfdestruction“ vyšla na 3CD kompilaci Sometimes... Death is better 2, 3, 4 belgického hudebního vydavatelství Shiver Records.

## Diskografie
Dema
- Face Your Death (1994)
- Into the Eternal Depths of Sorrow and Desolation (1995)
- Promo 96 (1996)

EP
- Twisted Tales of Gruesome Fates (1997)[2]

Studiová alba
- Cruel! (1998)
- Chasing the Devil (2002)

Split nahrávky
- Kadath / Immured (1996, společně s německou kapelou Immured)
- Disturbance in My Nocturnal Domain / Evoke (1997, společně s britskou kapelou Evoke)